# Rheinbrücke Eglisau
Die Rheinbrücke Eglisau ist eine Strassenbrücke, die in Eglisau in der Schweiz den Hochrhein überspannt und die Hauptstrasse 4 überführt. Die Brücke ist für zwei Fahrstreifen, einen Radweg und einen Gehweg ausgelegt. Im Jahr 2013 passierten täglich 26'400 Fahrzeuge das Bauwerk.

## Geschichte

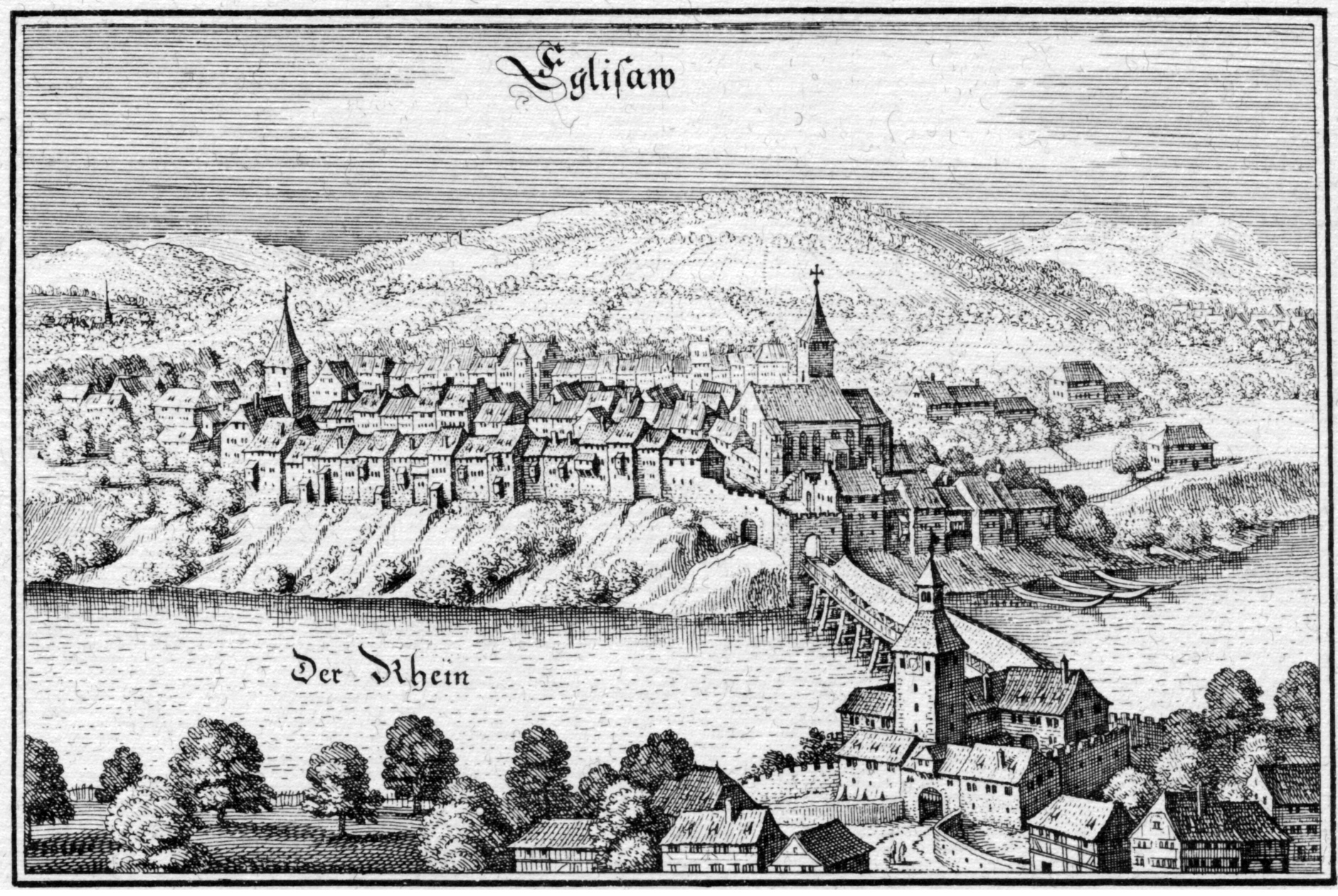
Rheinbrücke um 1650

Innenansicht der alten Holzbrücke in den 1890er-Jahren

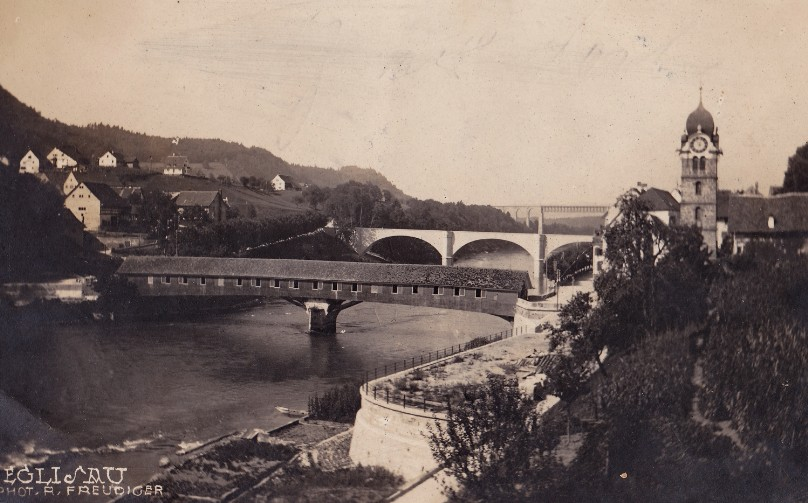
Alte und neue Rheinbrücke in Eglisau Ende der 1910er-Jahre

Eine Furt nahe Eglisau war wohl schon in römischer Zeit vorhanden. Eine erste Holzbrücke wurde um 1240 auf Veranlassung oder mit Unterstützung der Freiherren von Tengen errichtet. Eine offene Holzbrücke mit etwa fünf Pfahljochen, die von der Kirche zum damaligen Schloss Eglisau führte, wurde im Jahr 1249 urkundlich erwähnt. Eine Erneuerung der Brücke nach einem Hochwasser ist für 1542 überliefert. Es war eine gedeckte und bereichsweise verschalte Holzbrücke, teilweise mit offenen Vorbrücken, die vier gemauerte Pfeiler und ein hölzernes Pfahljoch aufwies. Insbesondere Unterspülungen der Brückenfundamente bei Hochwasser, aber auch Eisgang im Winter 1789 machten Reparaturen erforderlich, die mit Brückenzoll finanziert wurden. Während des Dreissigjährigen Krieges kam es zum Einbau einer Zugbrücke in der ersten Brückenöffnung auf Zürcher Seite.
Im Jahr 1799 demontierten französische Truppen auf dem Rückzug von der im zweiten Koalitionskrieg verlorenen Schlacht bei Stockach die Rheinbrücke. Die nachfolgenden österreichischen Truppen errichteten eine Behelfsbrücke und unterhalb von Eglisau zusätzlich eine Schiffsbrücke. Nach der Niederlage in der zweiten Schlacht von Zürich benutzten die österreichischen und russischen Truppen den Rheinübergang bei Eglisau für ihren Rückzug und russische Truppen zerstörten die behelfsmässig instand gesetzte Brücke am 26. September 1799. Mitte des Jahres 1800 bauten die französischen Truppen wieder eine provisorische Brücke auf. Nach Kriegsende veranlasste der Kanton Zürich 1804 einen Brückenneubau. Das Bauwerk, eine überdachte Holzbrücke mit einem gemauerten Flusspfeiler, entstand 1811 durch den beauftragten Staatsbaumeister Conrad Stadler an derselben Stelle wie die Vorgängerbrücken. Das Tragwerk wies ein zweibogiges hölzernes Sprengwerk mit einer grösseren und einer kleineren Flussöffnung, bei einer maximalen Stützweite von 45 Metern, auf. Es waren eine 4,0 Meter breite Fahrbahn und beidseits Gehwege vorhanden.
Im Rahmen des von 1915 bis 1920 gebauten Flusskraftwerkes Rheinsfelden wurde der Rhein im Bereich der Holzbrücke um rund 6,5 Meter aufgestaut. Dies bedingte den Abbruch der alten Brücke und eine Ersatzbrücke, die in den Jahren 1914–18 in verkehrstechnisch besserer Lage rund 300 Meter flussabwärts nach einem Entwurf der Firma Locher und des Architekturbüros Gebrüder Pfister entstand. Das Bauwerk wurde am 14. September 1919 dem Verkehr übergeben. Anfangs waren eine 7 Meter breite Fahrbahn und beidseitig zwei Gehwege mit 1,5 Metern Breite vorhanden. Im Jahr 1987 wurden der westliche Gehweg entfernt und der östliche Gehweg auf 2,0 Meter sowie die Fahrbahnplatte auf 8,0 Meter verbreitert. Zusätzlich wurde eine Personenunterführung am südlichen Widerlager eingebaut. 1995–96 kam es zu einem erneuten Umbau durch einen neuen Fussgängersteg aus Stahl und Holz, der seitlich montiert wurde, um den alten Gehweg als Radweg nutzen zu können.
Seit den 1970er-Jahren gab es Pläne für eine Umfahrungsstrasse von Eglisau. Ein erstes Projekt mit einer Hochbrücke über den Rhein scheiterte am 10. März 1985 am Nein des Zürcher Stimmvolks. Die Vorlage über einen Kredit von 66,8 Mio. Franken erreichte nur einen Ja-Stimmen-Anteil von 29 %. Der Rhein wäre mit einer 350 Meter langen vierstreifigen Hochbrücke parallel zur Eisenbahnbrücke gequert und die Sicht auf die Eisenbahnbrücke versperrt worden. Ein 2019 ausgeschriebener Architektenwettbewerb suchte nach neuen Lösungen für eine Brücke. Der Gewinner des Wettbewerbs war der Architekt und Brückenbauingenieur Santiago Calatrava, der im Raum Zürich vor allem durch die Gestaltung des Bahnhofs Stadelhofen bekannt ist. Er schlägt ein 500 Meter langes, schlankes Tragwerk vor, das den Rhein in Hochlage mit einem Bogen von 165 Metern Stützweite überspannt.

## Konstruktion

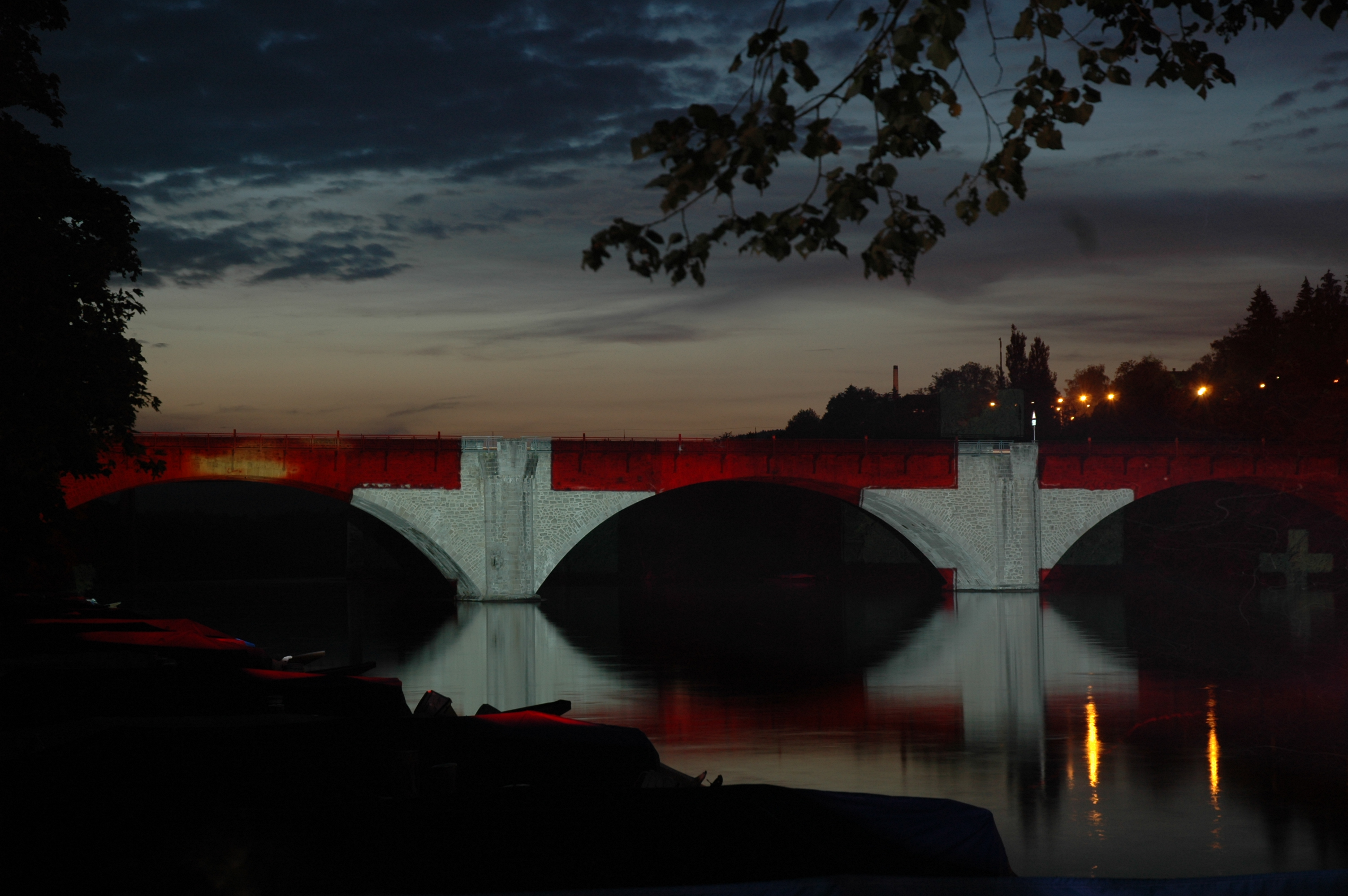
Lichtshow an der Rheinbruecke Eglisau

Die zirka 130 Meter lange Bogenbrücke aus dem Jahr 1919 besitzt ein Betongewölbe mit aufbetonierten Stirnmauern. Sie ist mit einem kleinformatigen hellen Naturstein verkleidet. Die Brücke weist drei Öffnungen mit je 40,7 Meter lichter Weite auf. Bei einer Pfeilerbreite von rund 18 Meter und -dicke von 4,3 Meter beträgt der Achsabstand der Flusspfeiler 45 Meter. Die 10,8 Meter breite Brücke besitzt eine 10 Meter breite Fahrbahnplatte und beidseitig 0,4 Meter breite Brüstungen. Die Gründung der Pfeiler erfolgte mit Senkkästen in einer Tiefe bis zu 30 Meter unter der Fahrbahnoberkante. Die Senkkästen sind 18 Meter lang und 7,9 Meter breit und wurden mithilfe einer offenen Baugrube, durch Spundwände gesichert, im anstehenden Fels gegründet.